# Good Nature
Good Nature je první a zároveň poslední studiové album anglické post-rockové skupiny Youthmovies. Bylo vydáno 17. března 2008 společností Drowned in Sound.

## Seznam skladeb
1. „Magdalen Bridge“
2. „The Naughtiest Girl is a Monitor“
3. „Soandso and Soandso“
4. „the Last Night of the Proms“
5. „Cannulae“
6. „If You'd Seen a Battlefield“
7. „Shh! You'll Wake it!“
8. „Something for the Ghosts“
9. „Archive it Everywhere“
10. „Surtsey“

## Obsazení
- Andrew Mears – kytara, zpěv
- Al English – kytara, doprovodné vokály
- Stephen Hammond – baskytara
- Graeme Murray – bicí
- Sam Scott – trubka, klávesy